# جون هابلي
جون هابلي (بالإنجليزية: John Hubley)‏ هو رسام رسوم متحركة ومخرج أمريكي، ولد في 21 مايو 1914 في مارينيت في الولايات المتحدة، وتوفي في 21 فبراير 1977 في نيو هيفن في الولايات المتحدة بسبب نوبة قلبية.

## وصلات خارجية
- جون هابلي على موقع IMDb (الإنجليزية)
- جون هابلي على موقع الموسوعة البريطانية (الإنجليزية)
- جون هابلي على موقع ألو سيني (الفرنسية)
- جون هابلي على موقع أول موفي (الإنجليزية)
- جون هابلي على موقع قاعدة بيانات الأفلام السويدية (السويدية)
- جون هابلي على موقع قاعدة بيانات الفيلم (الإنجليزية)
- جون هابلي على موقع كينوبويسك (الروسية)